# Pentacloreto de antimônio
Pentacloreto de antimônio é o composto de fórmula química SbCl5.
Este composto é solúvel em clorofórmio e diclorometano, sendo disponível comercialmente como solução em diclorometano . Ele é um forte agente oxidante 